# Aktywność legislacyjna Unii Europejskiej
Aktywność legislacyjna UE – aktywność organów Unii Europejskiej przejawiająca się w zakresie tworzenia prawa. W społeczeństwach demokratycznych najczęstszą formą stanowienia prawa jest legislacja. Prawo unijne ma zbliżać systemy prawne państw członkowskich Unii, aby osiągnąć cele zamierzone w traktatach założycielskich.
Skuteczne wprowadzanie wspólnego rynku wymagało ustanowienia wielu aktów prawnych, które miały wpływ również na pozycję uczestników prawa prywatnego działających na różnorodnych obszarach tego rynku.

## Prawo materialne
Legislacja Europejskiej Wspólnoty Gospodarczej dotyczyła głównie publicznego prawa gospodarczego, ponieważ celem była likwidacja barier handlowych dzielących państwa członkowskie. W latach 60. wydano dyrektywy dotyczące prawa spółek handlowych (które harmonizowały m.in. podstawy nieważności umowy spółki), a w latach 70. – prawa ubezpieczeniowego i prawa bankowego. Na początku lat 80. ukazały się dyrektywy z zakresu prawa nieuczciwej konkurencji oraz prawa obrotu giełdowego.
Od połowy lat 80. prawodawstwo wspólnotowe zaczęło regulować podstawowe kwestie prawa prywatnego. W 1985 wydano dyrektywy regulujące prawo zobowiązań ex delicto i ex contracto, zawieranie umów konsumenckich na odległość, a także odpowiedzialność za produkt niebezpieczny. W 1986 wydano dyrektywę o agentach handlowych oraz o kredycie konsumenckim. W 1990 opublikowano dyrektywę dotyczącą usług turystycznych.
Trzy tata później ukazała się dyrektywa o klauzulach abuzywnych w umowach konsumenckich. To wtedy po raz pierwszy prawo wspólnotowe silnie zharmonizowało zagadnienia prawa zobowiązań. W 1994 roku wydano kolejną dyrektywę dotyczącą czasowego podzielonego używania nieruchomości, a pięć lat później – dyrektywę o sprzedaży konsumenckiej, którą uważa się „za najtrudniejszą do implementacji, a zarazem za najważniejszy krok na drodze ku wspólnotowemu prawu umów”. W 2000 w celu ochrony małych oraz średnich przedsiębiorców przed silniejszymi przedsiębiorcami Wspólnoty wydały dyrektywę dotyczącą zwalczania opóźnień w płatnościach. W 2005 roku ukazała się dyrektywa o nieuczciwych praktykach handlowych.
Wyżej wymienione dyrektywy to najważniejsze regulacje Unii w zakresie prawa prywatnego. Największym przykładem jej aktywności w dziedzinie prawa prywatnego jest ochrona konsumentów, gdzie w wyniku wydania tylu dyrektyw było osiągnięcie znacznego stopnia harmonizacji.

## Prawo prywatne międzynarodowe
W obszarze prawa prywatnego międzynarodowego istnieje kilkanaście regulacji. Do najważniejszych z nich należą:
- Rozporządzenie o prawie właściwym dla zobowiązań umownych (Rzym I),
- Rozporządzenie o prawie właściwym dla zobowiązań pozaumownych (Rzym II),
- Rozporządzenie „alimentacyjne”,
- Rozporządzenie rozwodowo-separacyjne (Rzym III),
- Rozporządzenie „spadkowe” (potocznie nazywane „Rzym IV”).

## Prawo postępowania cywilnego
Między systemami prawnymi państw członkowskich Unii Europejskiej istnieją spore różnice, co uniemożliwia stworzenie europejskiego kodeksu postępowania cywilnego. Mimo to państwa członkowskie współpracują ze sobą w tym obszarze. Pierwszym aktem w tej dziedzinie była Konwencja o jurysdykcji i wykonywaniu orzeczeń sądowych w sprawach cywilnych i handlowych z 27 września 1968 (konwencja brukselska), która została podpisana w ramach EWG. Ograniczała ona procedurę exequatur, gdyż tylko wyjątkowo mogła nastąpić odmowa uznania oraz odmowa stwierdzenia wykonalności orzeczenia sądowego.
Z powodu korzyści, które płynęły z rozwiązań przyjętych w konwencji brukselskiej, państwa należące do EFTA oraz EWG podpisały konwencję o jurysdykcji i wykonywaniu orzeczeń sądowych w sprawach cywilnych i handlowych, która prawie całkowicie pokrywała się z treścią konwencji brukselskiej. Następnie 22 grudnia 2000 wydano rozporządzenie w sprawie jurysdykcji i uznawania orzeczeń sądowych oraz ich wykonywania w sprawach cywilnych i handlowych. Zgodnie z tym rozporządzeniem uznanie orzeczeń sądowych następuje z mocy samego prawa, a przed stwierdzeniem ich wykonalności należy przeprowadzić uproszczone postępowanie. Ograniczono również zakres kognicji sądu, który stwierdzał wykonalność.
Kolejnym krokiem było wydanie rozporządzenia 805/2004, które wprowadzało Europejski Tytuł Egzekucyjny. Państwa członkowskie nie muszą go stosować, a w Danii rozporządzenie nie obowiązuje. Głównym rozwiązaniem, które zostało przyjęte w tym rozporządzeniu, jest zniesienie procedury exequatur w przypadku uzyskania zaświadczenia Europejskiego Tytułu Egzekucyjnego w państwie, gdzie uzyskano tytuł egzekucyjny.
Następnie w zakresie unijnego postępowania cywilnego wydano jeszcze dwa rozporządzenia. Pierwsze z nich w 2006 ustanawiające postępowanie w sprawie europejskiego nakazu zapłaty, a drugie w 2007 ustanawiające europejskie postępowanie w sprawie drobnych roszczeń.